# 鈴木佑季
鈴木 佑季（すずき ゆき、1972年10月24日 - ）は、日本のタレント、歌手、ラジオパーソナリティ。ガッツ・エンタープライズ所属。東京都出身。血液型O型。本名は漢字表記が異なる鈴木 有紀。

## 来歴
ガッツ石松の長女として誕生。子供の頃には器械体操に励んでいた。運動神経の良さは父親譲りで、スポーツ全般を自身の特技に挙げている。淑徳大学短期大学部国文学科を卒業。
1994年1月2日、父ガッツとともにテレビ東京の新春スペシャルドラマ『織田信長』に出演して芸能界デビュー。以来、ドラマ・バラエティ番組・旅番組などにゲスト出演している。主なレギュラー番組に、栃木放送のラジオ番組『鈴木佑季のオーマイ・ガッツ！』がある。
2004年10月からは、Wishful BLankというロックバンドのボーカルを務めている。

## ディスコグラフィ
- 恋人ができたなら（ニュートーラス / 1995年6月7日）[4]
- Tears （日本クラウン / 1997年10月15日）[4]
- 父への感謝状（日本クラウン / 1999年3月25日）[4]
- ロンリーブルーSHIZUOKA （コロムビアミュージックエンタテインメント / 2004年6月7日）[4]

## 書籍

### 著書
- 鈴木佑季の最驚バナナレシピ（中経出版 / 監修：ガッツ石松 / 2004年10月29日 / ISBN 4-8061-2112-6） - 父娘でバナナが好きなことから、バナナをおいしく食べられるようにと研究を重ね、その成果としてのレシピを紹介している。
- 希望の花 心に咲かそう“笑顔”と“ガッツ”を！（PHP研究所 / 2008年6月12日 / ISBN 4-569-69356-3）

### 監修
- 最驚！ガッツ伝説（光文社 / 著者：EXCITING編集部 / 監修：ガッツ石松、鈴木佑季 / 2004年7月8日 / ISBN 4-334-97456-2）
- 最驚！ガッツ伝説 2 （光文社 / 著者：EXCITING編集部 / 監修：ガッツ石松、ガッツファミリー / 2004年11月18日 / ISBN 4-334-97469-4）